# NGC 5891
NGC 5891 est une petite galaxie spirale située dans la constellation de la Balance. Sa vitesse par rapport au fond diffus cosmologique est de 3 365 ± 29 km/s, ce qui correspond à une distance de Hubble de 49,6 ± 3,5 Mpc (∼162 millions d'al). NGC 5891 a été découverte par l'astronome américain Francis Leavenworth en 1885.
La classe de luminosité de NGC 5891 est II-III.